# Saint-Louis-et-Parahou
Saint-Louis-et-Parahou település Franciaországban, Aude megyében. Lakosainak száma 53 fő (2022. január 1.). Saint-Louis-et-Parahou Bugarach, Puilaurens, Saint-Julia-de-Bec, Saint-Just-et-le-Bézu és Caudiès-de-Fenouillèdes községekkel határos.

## Népesség
A település népessége az elmúlt években az alábbi módon változott:
| Lakosok száma | 66   | 47   | 42   | 54   | 62   | 61   | 55   | 51   | 51   | 53   |
|               | 1968 | 1982 | 1990 | 2006 | 2013 | 2015 | 2017 | 2019 | 2020 | 2022 |